# Tankóbon
A tankóbon (単行本) japán kifejezés szó szerint „könyvet” jelent, átvitt értelemben pedig „gyűjteménykötet”-et, melyben egy történet külön-külön megjelent részeit, így például mangák, novellák vagy magazincikkek darabjait, fejezeteit gyűjtik össze és adják ki kötet formájában. 
A mangák első fázisban telefonkönyv méretű heti vagy havi antológiákban, magazinokban jelennek meg. Ilyen magazinok az Afternoon, a Shonen Jump vagy a Hana to Yume. Ezek az antológiák több száz oldalasak, és több tucat különböző történetet tartalmaznak több írótól. Anyaguk alacsony minőségű. A tankóbon az ezekben megjelent történeteket gyűjti össze kötetekben. Japánban a tankóbon kifejezést ritkábban használják, inkább a komikku (コミック ) kifejezés az általános, mely az angol „comic” (képregény) szóból ered.

## Típusai

### Sinsoban, NPB
A sinsoban kiadások puhaborítósak, méretük 11,3 cm x 17,2 cm. A sónen és a sódzso mangák általában ebben a formában jelennek meg kötetként. 

### B6-os méret
Puhaborítósak, méretük 12,5cm x 17,5 cm.

## Különleges kiadások
Ezekben a formákban a mangák akkor jelennek meg ha a kötet sikeresnek mondható, kisebbek, vastagabbak és a papírjuk is jobb minőségű. Általában több fejezetet tartalmaznak mint a „normál” kötetek, így például míg a Petshop of Horrors című manga első kötetben való megjelenése 10 részes volt, addig a bunkoban kiadás csupán 7.

### Bunkoban
A bunkoban (文庫版) vagy röviden bunko (a -ban elhagyásával) kiadás kisebb és vastagabb. Nagyjából A6-os méretnek felel meg, 10,25 cm x14,5 cm nagyságú. Általában új borítóképet is kap.

### Aizóban és kanzenban
Az aizóban (愛蔵版) vagy kanzenban (完全版) a gyűjtőknek szánt kiadást jelenti és csak a legsikeresebb mangák jelennek meg így. Ez a kiadás drágább, korlátozott számban megjelenő kiadás mely új borítót és könyvvédő tokot kap valamint anyaga is magas minőségű.